# Expansion (roman)
Expansion est un roman de science-fiction écrit par Peter F. Hamilton, faisant partie du cycle de l'l'Aube de la nuit, dont l'action se déroule au XXVIIe siècle dans l’univers de la Confédération. Expansion est le volume suivant Émergence dans Rupture dans le réel.

## Principaux personnages par ordre d'apparition
- Jenny Harris, jeune inspectrice de l'Agence de Sécurité Extérieure (ASE) du royaume de Kulu, en poste sur Lalonde
- Ralph Hiltch, responsable de l'ASE sur Lalonde.
- Terrance Smith, assistant du gouverneur de Lalonde.
- Keven Solanski, pilote des Forces spatiales, en poste sur Lalonde.
- Erik Thakrar, jeune agent de la confédération chargé d'infiltrer le milieu des trafiquants d'antimatière.
- André Duchamp, capitaine du vaisseau mercenaire Vengeance de Villeneuve
- Docteur Alkad Mzu, physicienne originaire de Garissa, à l'origine de l'Alchimiste, réfugiée sur Tranquilité depuis plus de vingt ans. .
- Meyer, capitaine adamiste du gerfaut Udal
- Syrinx, le capitaine édeniste et son faucon Œnone ont quitté leur service auprès des forces spatiales pour se consacrer à des vols commerciaux interstellaires.
- Joshua Calvert, capitaine du vaisseau adamiste le Lady Macbeth se consacre au commerce interstellaire.
- Quinn Dexter, jeune voyou adepte de la secte du Frère de Lumière, dirige les possédés;
- Gerald Skibbow, colon sur Lalonde et sa fille Marie Skibbow sont devenus des possédés.
- Père Horst Elwes, religieux chrétien accompagnant les colons sur Lalonde.
- Ione Saldana, petite fille de Michael Saldana, seigneur de Tranquilité.
- Liera, scientifique Kiint, installée sur Tranquilité, avec sa fille Haile
- Laton, ancien édéniste, criminel recherché par les Forces spatiales s'est réfugié sur Lalonde.
- Louise Kravanagh, fille d'un riche propriétaire terrien de Norfolk.
- Samual Aleksandrovitch, Grand amiral, commandant les Forces spatiales de la Confédération.
- Meredith Saldana, contre-amiral commandant la septième flotte des Forces spatiales de la Confédération.
- Rubra, entrepreneur adamiste d'origine hindou, ayant fondé Valisk.
- Dariat, un descendant de Rubra.
- Kelly Tirrel, journaliste de Time-Universe

## Extraterrestres
- Les Laymils ont mystérieusement disparus, ne laissant derrière eux que des artéfacts autour de la planète géante gazeuse Mirchusko
- Les Kiints, à la technologie avancée sont peu nombreux.
- Les Tyrathcas, se sont associés au humains pour installer leur propre colonie sur Lalonde.

## Planètes et habitats
- Lalonde, planète au climat tropical nouvellement colonisée. Durringham, la capitale est la seule ville de la planète. Lalonde est en proie à l'invasion des possédés.
- Tranquilité est l'habitat biotek créé par Michael Saldana pour étudier les artéfacts de l'anneau Ruine de la planète géante gazeuse Mirchusko
- Atlantis, est la seule planète colonisée par les édénistes, elle est entièrement recouverte par un océan. Les habitats édénistes sont des îles flottantes.
- Pernik, est un habitat biotek d'Atlantis.
- Valisk, habitat biotek indépendant et non édéniste, fondé par Rubra. La géante gazeuse de Valisk est un site de reproduction des Gerfauts.
- Norfolk, planète au mode de vie victorien, où sont cultivées les roses pleureuses, qui produisent la boisson très recherchée des Larmes de Norfolk.
- Nouvelle-Californie, système planétaire comptant de nombreux astéroïdes industriels dont certains destinés à la production d'armement.
- Avon, siège de l'Assemblée Générale et des Forces Spatiales de la Confédération.
- Ombey, principauté du royaume de Kulu, gouvernée par la princesse Kristen Saldana